# 29053 Muskau
29053 Muskau (4466 T-2) là một tiểu hành tinh nằm phía ngoài của vành đai chính.